# Чемпионат России по хоккею с шайбой среди женщин 2008/2009
Чемпионат России по хоккею с шайбой сезона 2008/2009 среди женских команд — четырнадцатый чемпионат России среди женщин. Проводился с 25 сентября 2008 года по 7 марта 2009 года. В первенстве страны участвовало всего пять команд.
Чемпионом России стал ХК «Торнадо» Дмитров, серебряные медали завоевал ХК СКИФ Нижегородская область, а бронзовые медали завоевал ХК «Локомотив-Энергия» Красноярск.

## Турнирная таблица
| М | Команда                         | И  | В  | ВО | ВБ | ПБ | ПО | П  | ЗШ  | ПШ  | О  |
| - | ------------------------------- | -- | -- | -- | -- | -- | -- | -- | --- | --- | -- |
| 1 | «Торнадо» Дмитров               | 24 | 20 | 0  | 3  | 0  | 0  | 1  | 154 | 26  | 66 |
| 2 | СКИФ Нижегородская область      | 24 | 19 | 0  | 0  | 3  | 0  | 2  | 104 | 28  | 60 |
| 3 | «Локомотив-Энергия» Красноярск  | 24 | 8  | 0  | 0  | 0  | 0  | 16 | 37  | 144 | 24 |
| 4 | «Спартак-Меркурий» Екатеринбург | 24 | 4  | 0  | 1  | 1  | 0  | 18 | 40  | 78  | 15 |
| 5 | «Факел» Челябинская область     | 24 | 4  | 0  | 1  | 1  | 0  | 18 | 29  | 88  | 15 |

Примечание: М — место, И — количество игр, В — выигрыши в основное время, ВО — выигрыши в овертайме, ВБ — выигрыши по буллитам, ПБ — поражения по буллитам, ПО — поражения в овертайме, П — поражения в основное время, ЗШ — забито шайб, ПШ — пропущено шайб, О — очки.